# Unterstützte Kommunikation
Unterstützte Kommunikation (abgekürzt UK) ist die deutsche Bezeichnung für das internationale Fachgebiet Augmentative and Alternative Communication (AAC). Wörtlich übersetzt bedeutet der englische Fachausdruck „ergänzende und ersetzende Kommunikation“, womit alle Kommunikationsformen gemeint sind, die fehlende Lautsprache ergänzen (augmentative) oder ersetzen (alternative).
Unterstützte Kommunikation ist somit der Oberbegriff für alle pädagogischen oder therapeutischen Maßnahmen zur Erweiterung der kommunikativen Möglichkeiten von Menschen, die nicht oder kaum über Lautsprache verfügen. Beispiele sind die Einführung von Bild- oder Symbolkarten oder einer Kommunikationstafel zur Verständigung, die Versorgung mit einem Sprachausgabegerät oder die Ergänzung der Lautsprache durch das Gebärden von Schlüsselwörtern.
Außerdem bezeichnet der Terminus den Prozess der Kommunikation mit Mitteln Unterstützter Kommunikation (z. B. in der Wendung unterstützt kommunizierende Menschen).
Der Begriff ist nicht zu verwechseln mit der gestützten Kommunikation. Hier wird eine körperliche und emotionale Stütze gegeben, die es Menschen mit gestörter Willkürmotorik möglich machen soll, auf eine Kommunikationshilfe zu zeigen bzw. eine Schreibhilfe oder einen Computer zu bedienen. Die Gestützte Kommunikation wird kontrovers diskutiert, da Kritiker bezweifeln, dass die gestützt verfassten Mitteilungen authentisch sind, d. h. von der gestützten Person stammen.

## Zielgruppe
Stephen von Tetzchner und Harald Martinsen unterscheiden drei Zielgruppen, für die Unterstützte Kommunikation hilfreich werden kann.
- Menschen, die Lautsprache gut verstehen, aber unzureichende Möglichkeit besitzen, sich auszudrücken (UK als expressives Hilfsmittel)
- Menschen, die Unterstützung beim Lautspracherwerb benötigen bzw. deren lautsprachliche Fähigkeiten nur dann verständlich sind, wenn sie bei Bedarf über ein zusätzliches Hilfsmittel verfügen (UK als Unterstützung für die Lautsprache)
- Menschen, für die Lautsprache als Kommunikationsmedium zu komplex ist und die daher eine geeignete Alternative benötigen (UK als Ersatzsprache)

Diese Zielgruppen umfassen Menschen mit:
- angeborenen Beeinträchtigungen (Bewegungsstörungen aufgrund frühkindlicher Hirnschädigung, geistige Behinderung u. a.)
- fortschreitender Erkrankung (Muskeldystrophie, Amyotrophe Lateralsklerose (=degenerative Krankheit des motorischen Nervensystems), Multiple Sklerose u. a.)
- erworbenen Schädigungen durch Unfälle (Schädel-Hirn-Trauma u. a.) oder Schlaganfälle
- vorübergehend eingeschränkten sprachlichen Möglichkeiten (Gesichtsverletzungen u. a.)

Es wird deutlich, dass Unterstützte Kommunikation auf ein breites Spektrum von Menschen mit ganz unterschiedlichen Behinderungsformen zielt und Kommunikationswege sowohl auf einem hohen Komplexitätsgrad anbieten will, als auch basale Verständigungsmöglichkeiten und erste gemeinsame Zeichen mit schwerstbehinderten Menschen sucht.

## Ziele und grundlegende Prinzipien
Bei der Unterstützten Kommunikation steht das Gelingen des Kommunikationsprozesses im Vordergrund. Menschen mit unzureichender oder fehlender Lautsprache sollen so früh wie möglich erfolgreiche Kommunikationserfahrungen vermittelt werden, damit ihre kommunikative Entwicklung nicht durch ständige Misserfolge beeinträchtigt wird. Als Ergänzung und Ersatz von Lautsprache werden körpereigene Kommunikationsmöglichkeiten ebenso genutzt wie elektronische oder nichtelektronische Kommunikationshilfen. Allerdings geht es bei der Unterstützten Kommunikation nicht nur um das Bereitstellen von Hilfsmitteln, sondern das Konzept sieht eine umfassende sonderpädagogisch-therapeutische Begleitung der kommunikativen Entwicklung von Menschen mit unzureichenden lautsprachlichen Fähigkeiten vor. Ebenso bedeutsam sind die Haltung der Kommunikationspartner und ihre Kompetenzen in der Gesprächsführung sowie andere äußere Bedingungen. z. B. institutionelle Besonderheiten.
Unterstützte Kommunikation hat über die Kontaktaufnahme hinaus immer auch ausdrücklich die Zielrichtung, in irgendeiner Form ein gemeinsames Verständigungssystem, gemeinsam verstandene Zeichen zu etablieren. Diese Zeichen können somatische Ausdrucksformen, Laute, Wörter, Objekte, Bilder und Symbole, Berührungen, Bewegungen, Gebärden, Düfte, Geräusche, Klänge u. a. sein – entscheidend ist, dass diese Zeichen für die beteiligten Kommunikationspartner eine gemeinsame Bedeutung erlangen.

## Zeitpunkt der Intervention
Immer wieder gab und gibt es die Befürchtung, dass ein zu früher Einsatz von Unterstützter Kommunikation dazu führen könnte, dass die Entwicklung bzw. Weiterentwicklung lautsprachlicher Fähigkeiten behindert wird. So besagte der oralistische Ansatz, dass Alternativen zur Lautsprache erst dann angemessen sind, wenn jahrelange Bemühungen um die Entwicklung der lautsprachlichen Fähigkeiten erfolglos verlaufen. Unterstützte Kommunikation wurde demnach erst als letzte Möglichkeit angesehen, die nachrangig hinter den traditionellen logopädischen Maßnahmen rangierte.
Inzwischen hat sich jedoch sowohl in der wissenschaftlichen Diskussion als auch in der praktischen Arbeit der kommunikative Ansatz durchgesetzt. Demnach stellt es das wichtigste Ziel dar, bei einem Menschen ohne effektive Lautsprache eine möglichst ungestörte kommunikative Entwicklung zu erreichen. Und kommunikative Entwicklung beruht auf erfolgreicher Kommunikation, unerheblich, ob dazu Lautsprache, körpereigene Möglichkeiten oder Kommunikationshilfen eingesetzt werden. Es gilt also, Menschen ohne ausreichende Lautsprache so früh wie möglich freudvolle und effektive Kommunikation erleben zu lassen, in dem Bewusstsein, dass Unterstützte Kommunikation durchaus einen Weg darstellen kann, die lautsprachlichen Fähigkeiten zu fördern und sich so nach und nach überflüssig zu machen. Gleichzeitig wird es immer Menschen geben, für die Unterstützte Kommunikation das wichtigste, vielleicht sogar einzig wirksame Kommunikationsmedium darstellt.

## Elemente der Unterstützten Kommunikation
- Einsatz von körpereigenen Kommunikationsformen(z. B. Mimik, Gestik, Gebärden, Blickbewegungen, Lautierungen)
- Einsatz von nichtelektronischen Kommunikationshilfen (z. B.: Kommunikationstafeln oder -bücher mit Fotos, Bildern oder Symbolen)
- Verwendung elektronischer Kommunikationshilfen (z. B. einfache oder komplexere Sprachausgabegeräte)

Angestrebt wird ein multimodales Kommunikationssystem, das aus verschiedenen Kommunikationsformen besteht und damit die Abhängigkeit von einer Form, z. B. dem Sprachausgabegerät, verringert.
Ebenso bedeutsam sind jedoch auch das Erlernen von Kommunikationsstrategien im Umgang mit den unterstützenden Kommunikationsformen sowie Haltung und Einstellung der Kommunikationspartner und deren Kompetenzen in der Gesprächsführung.

### Körpereigene Kommunikationsformen
Unter körpereigene Kommunikationsmöglichkeiten werden alle Formen gefasst, die mit Hilfe des eigenen Körpers vollzogen werden können. Das wichtigste körpereigene Kommunikationsmittel ist die eigene Stimme und auch für viele unterstützt kommunizierende Menschen bleiben lautsprachliche Äußerungen eine zentrale Möglichkeit der Verständigung.
Neben der Stimme gibt es aber auch zahlreiche andere Möglichkeiten, im Einzelnen sind als körpereigene Kommunikationsmöglichkeiten zu nennen:
- Lautierungen
- Lautsprachreste
- Blickbewegungen
- Mimik
- Zeigebewegungen
- Körperbewegungen
- Ja/Nein-Zeichen (individuell oder konventionell)
- Gebärden
- Fingeralphabet
- Individuelle Systeme (z. B. Buchstaben in die Luft schreiben)

Körpereigene Kommunikationsformen im Rahmen der Unterstützten Kommunikation sind in vielen Fällen identisch oder ähnlich zur nonverbalen Kommunikation natürlich sprechender Menschen. Allerdings besteht für nicht sprechende Menschen die Notwendigkeit, diese Form der Kommunikation so systematisch und zum Teil in so ungewöhnlicher Art und Weise zu benutzen, dass es nicht sinnvoll erscheint, diese beiden Begriffe gleichzusetzen.
Eine besondere Bedeutung bei den körpereigenen Kommunikationsformen kommt dem Einsatz von Gebärden zu.

### Einsatz von Gebärden
Gebärden als Bestandteil von Unterstützter Kommunikation haben eine lange Tradition, die bis in die Zeit hineinreicht, in der dieses Fachgebiet zwar schon vereinzelt praktisch umgesetzt wurde, als theoretisches Gebäude jedoch noch nicht im deutschsprachigen Raum existierte. In zahlreichen diakonischen Einrichtungen, in denen Menschen mit geistigen Behinderungen lebten, wurde schon ab den 1970er Jahren erfolgreich mit unterschiedlichen Gebärdenkatalogen gearbeitet.
Beim Einsatz von Gebärden mit Menschen, die zwar gut hören, aber aus den verschiedensten Gründen keine oder nicht ausreichende lautsprachliche Fähigkeiten entwickeln, gibt es große Unterschiede zur Arbeit mit gehörlosen Menschen: So geht die moderne Gehörlosenpädagogik davon aus, dass die Gebärdensprache und nicht die Lautsprache die Muttersprache der gehörlosen Menschen darstellt. Die Deutsche Gebärdensprache (DGS) ist als ein ganz eigenständiges Sprachsystem zu verstehen, das sich in zahlreichen Elementen von der Lautsprache unterscheidet. Insofern stellt die Lautsprache mit ihrer Syntax und ihren grammatikalischen Besonderheiten nicht das Gerüst dar, an dem DGS sich orientiert.
Bei der Unterstützten Kommunikation dagegen ist die Lautsprache ganz eindeutig das Gerüst, zu dem begleitend gebärdet wird. Dabei wird nicht jedes einzelne Wort in Gebärden umgesetzt (wie das bei dem System LBG = Lautsprachbegleitenden Gebärden erfolgt), sondern nur die zentralen Aussagen des Satzes, die Schlüsselwörter, werden gebärdensprachlich umgesetzt.
Insofern ist es auch missverständlich, wenn im Bereich von Unterstützter Kommunikation davon gesprochen wird, dass die Deutsche Gebärdensprache (DGS) Verwendung findet. Es wird in diesen Fällen nämlich nur das umfangreiche Vokabular der DGS genutzt, aber nicht die eigentlichen Besonderheiten dieser Sprache.
Neben der Nutzung des Vokabulars aus der DGS werden im Deutschen in der Unterstützten Kommunikation auch vereinfachte Gebärden (z. B. der Katalog Schau doch meine Hände an oder die Gebärden-unterstützte Kommunikation (GuK) nach Etta Wilken) eingesetzt.

### Nicht elektronische Kommunikationshilfen
Bei den Kommunikationshilfen ist zwischen nicht elektronischen und elektronischen Hilfsmitteln zu unterscheiden. Im Bereich der nicht elektronischen Hilfen werden u. a. eingesetzt:
- Kommunikationskästen mit konkreten Objekten (z. B. Schuhkartons, in denen ein Gegenstand liegt, der jeweils eine bestimmte Aktivität repräsentiert)
- Kommunikationstafeln (z. B. laminierte DIN-A-4-Pappen, auf denen Fotos, Bildsymbolen oder Buchstaben/Wörtern aufgeklebt sind)
- Kommunikationsbücher (z. B. Ringordner oder Fotoalben, in denen das für den Benutzer wichtige Vokabular thematisch geordnet mit Fotos, Bildsymbolen oder Wörter dargestellt wird)
- Kommunikationsschürzen (Schürzen, auf denen mit Hilfe von Klettband Symbole angebracht sind)
- Thementafeln und Kommunikationsposter (Bildtafeln, die beim Essplatz, an der Toilettenwand, am Wickeltisch angebracht sind)
- einzelne Bild- oder Wortkarten (z. B. an einem Metallring, der am Gürtel befestigt werden kann)

### Elektronische Kommunikationshilfen
Elektronische Kommunikationshilfen sind Geräte, die Eingaben (über die Tastatur oder über andere Eingabegeräte) in Lautsprache oder Schriftsprache verwandeln.
Man unterscheidet zwischen stationären und tragbaren (oder auch mobilen) elektronischen Kommunikationshilfen. Stationäre Systeme bestehen aus einem PC mit Kommunikationssoftware und ggf. mit angepassten Eingabemöglichkeiten (z. B. Touchscreen, Fußmaus, Kopfzeiger, alternatives Keyboard). Bei den tragbaren Systemen unterscheidet man zwischen Geräten, die eigens als Sprachausgabegeräte für Menschen mit Behinderung entwickelt wurden, und zwischen als Sprachausgabegerät umgerüsteten Notebooks oder Handhelds.
Weiterhin unterscheidet man zwischen Systemen mit Lautsprachausgabe und/oder mit Schriftsprachausgabe, die Schriftsprachausgabe erfolgt dann entweder über ein Display oder auch über ein Druckmodul. Die Lautsprache wird entweder bei der Einrichtung des Geräts von einer lautsprachkompetenten Person über ein eingebautes Mikrofon auf das Gerät gesprochen (so genannte natürliche Sprachausgabe – digitalisierte Sprache) oder sie wird synthetisch im Gerät erzeugt („Computersprache“). Beide Varianten haben Vor- und Nachteile, beispielsweise klingt digitalisierte Sprache natürlicher, braucht aber sehr viel Speicherplatz. Äußerungen mithilfe digitalisierter Sprache sind zudem auf zuvor definierte (und aufgenommene) Laute beschränkt, während über Geräte mit synthetisch erzeugter Sprache auch neue Äußerungen möglich sind. Geräte mit moderner Software bieten oft beide Möglichkeiten an.
Elektronische Kommunikationshilfen mit Sprachausgabe nennt man auch Sprachausgabegeräte oder – seltener – Sprechgeräte. Umgangssprachlich werden sie auch als Sprachcomputer bezeichnet. Geläufig ist auch die Bezeichnung Talker.
Viele Sprachausgabegeräte haben keine normale Tastatur, sondern werden entweder mit einem Touchscreen angesteuert oder über eine Benutzeroberfläche, die aus oft großflächigen Tasten besteht. Die Tasten nennt man „Felder“ oder „Zellen“ und die gesamte Benutzeroberfläche „Ebene“. Viele Geräte haben mehrere Ebenen, unter denen man bei Bedarf auswählen kann. Wenn ein Gerät z. B. 32 Felder und vier Ebenen hat, kann man 128 Aussagen darauf speichern. Neuere Geräte erlauben eine individuelle Anzahl an Feldern.
Eine andere Möglichkeit, die Anzahl der abrufbaren Aussagen zu erhöhen, besteht in der Kodierung: Einer Äußerung ist nicht eine Taste zugeordnet, sondern eine Tastenkombination. Auf einem Gerät mit 32 Feldern wären mit diesem Prinzip dann 32 × 32 = 1024 Äußerungen abrufbar.
Viele Sprachausgabegeräte arbeiten nicht oder nicht ausschließlich auf Schriftsprachbasis. Stattdessen wird mit Bildern und Icons gearbeitet, die der Nutzer auswählt, um eine Äußerung zu erzeugen. Dies liegt nicht nur daran, dass viele Nutzer über keine Schriftsprachkenntnisse verfügen, sondern ist auch dadurch bedingt, dass die Kommunikationsgeschwindigkeit erhöht wird, wenn nicht jedes Wort buchstabiert werden muss.
Es gibt eine Vielzahl von Bedienelementen für elektronische Kommunikationshilfen, z. B. Druck- und Kippschalter, Stirnstab, Mouse, Trackball, Joystick, Lichtsensor, Näherungssensor, Flächenjoystick, Saug- und Blasschalter, Kopfmaus oder Augensteuerung. Mit diesen Elementen werden entweder die Felder direkt angesteuert (sog. direkte Selektion) oder indirekt (diverse Scanningverfahren).
Gerade im Bereich der Ansteuermethoden haben sich in den letzten Jahren entscheidende Fortschritte ergeben. Heute ist es auch für einen Menschen mit sehr geringer Kopfkontrolle und starken spastischen Bewegungen möglich, mittels Augensteuerungen einen komplexen Sprachcomputer zu bedienen.

## Entwicklung der Unterstützten Kommunikation

### In Deutschland
Erste erfolgversprechende Bemühungen in der Praxis gab es seit Anfang der 1970er Jahre (z. B. Belvedere Schule in Köln, Martinsschule in Ladenburg, sowie durch Etta Wilken 1974. von der Leibniz Universität Hannover). Seit 1981 trugen verschiedene Kurse zur Symbolsprache BLISS zur Weiterentwicklung der UK bei Heutzutage wird Bliss kaum noch verwendet, da moderne Computerprogramme Bildsymbolsammlungen anbieten, die das Erstellen von Kommunikationstafeln sehr vereinfachen (z. B. das Boardmaker-Programm). Zudem stehen inzwischen eine Vielzahl von tragbaren Sprachcomputern zur Verfügung, die sowohl über Bildsymbole, Ikonen oder Schriftzeichen bedient werden können.
Im Jahre 1990 wurde die deutschsprachige Sektion der International Society for Augmentative and Alternative Communication (ISAAC) gegründet. Erste wissenschaftliche Untersuchungen wurden in Deutschland durch die Dissertationen bzw. Habilitationen von Wachsmuth (1986), Gangkofer (1993), Adam (1993), Braun (1994) durchgeführt. Die Zahl der wissenschaftlichen (u. a. Rothmayr 2001; Renner 2004; Lage 2006; Seiler-Kesselheim 2008; Boenisch 2009) und auch der praxisorientierten Publikationen über UK nimmt weiter zu. Seit 1996 ist zudem die 1990 erstmals als Vereinszeitschrift von ISAAC-Deutschland erschienene Zeitschrift Unterstützte Kommunikation über den von Loeper-Verlag einer breiten Leserschaft zugänglich. Auch an den Universitäten wird Unterstützte Kommunikation als notwendiger Teil der Ausbildung von angehenden Förderpädagogen zunehmend aufgenommen. So existiert an der Katholischen Fachhochschule in Freiburg ein Lehrstuhl für Unterstützte Kommunikation.

## Filme
- Schmetterling und Taucherglocke
- "Trotzdem Reden" - Ein Film zur Unterstützten Kommunikation aus der Schweiz von 2012
- "Talker Report" - Elektronische Kommunikationshilfen im täglichen Einsatz (2005)